# Stuart Angel Jones
Stuart Edgart Angel Jones (Salvador, 11 de janeiro de 1946 – Rio de Janeiro, 14 de maio de 1971) foi um estudante de economia da Universidade Federal do Rio de Janeiro (UFRJ), membro do Movimento Revolucionário Oito de Outubro (MR8). Participou da luta armada contra a ditadura militar no Brasil, sendo preso, torturado, assassinado e dado como desaparecido político. Era filho da conhecida estilista Zuzu Angel, que fez inúmeras denúncias sobre a sua morte e desaparecimento.

## Biografia
Stuart Angel Jones era filho do norte-americano Norman Jones e de Zuleika Angel Jones, mais conhecida como Zuzu Angel, figurinista e estilista conhecida internacionalmente. Bicampeão carioca de remo pelo Clube de Regatas do Flamengo na adolescência (1964 e 1965), ele foi estudante de Economia da Universidade Federal do Rio de Janeiro. Possuía dupla nacionalidade brasileira e americana.
Na virada das décadas de 1960/1970, passou a militar no MR8, grupo de ideologia socialista que fazia a luta armada contra a ditadura militar, onde usava os codinomes "Paulo" e "Henrique". Após ser acusado de assaltar e de sequestrar o embaixador americano no Brasil Charles Burke Elbrick, Stuart foi preso, torturado e morto por membros do Centro de Informações da Aeronáutica (CISA) em 14 de junho de 1971, aos 25 anos de idade. Foi casado com a também militante e guerrilheira Sônia Morais Jones, presa, torturada e morta dois anos depois e também dada como desaparecida.

### Morte
Preso próximo a seu "aparelho", no bairro do Grajaú, perto da Avenida 28 de Setembro, na Zona Norte do Rio, Stuart foi levado pelos agentes do CISA à Base Aérea do Galeão para interrogatório. Dele, os militares queriam a informação da localização do ex-capitão Carlos Lamarca, chefe do MR8 e então o grande procurado pela ditadura. Negando-se a falar, foi barbaramente torturado e espancado. Depois, foi conduzido ao pátio da base, vindo a morrer em consequência dos maus tratos.

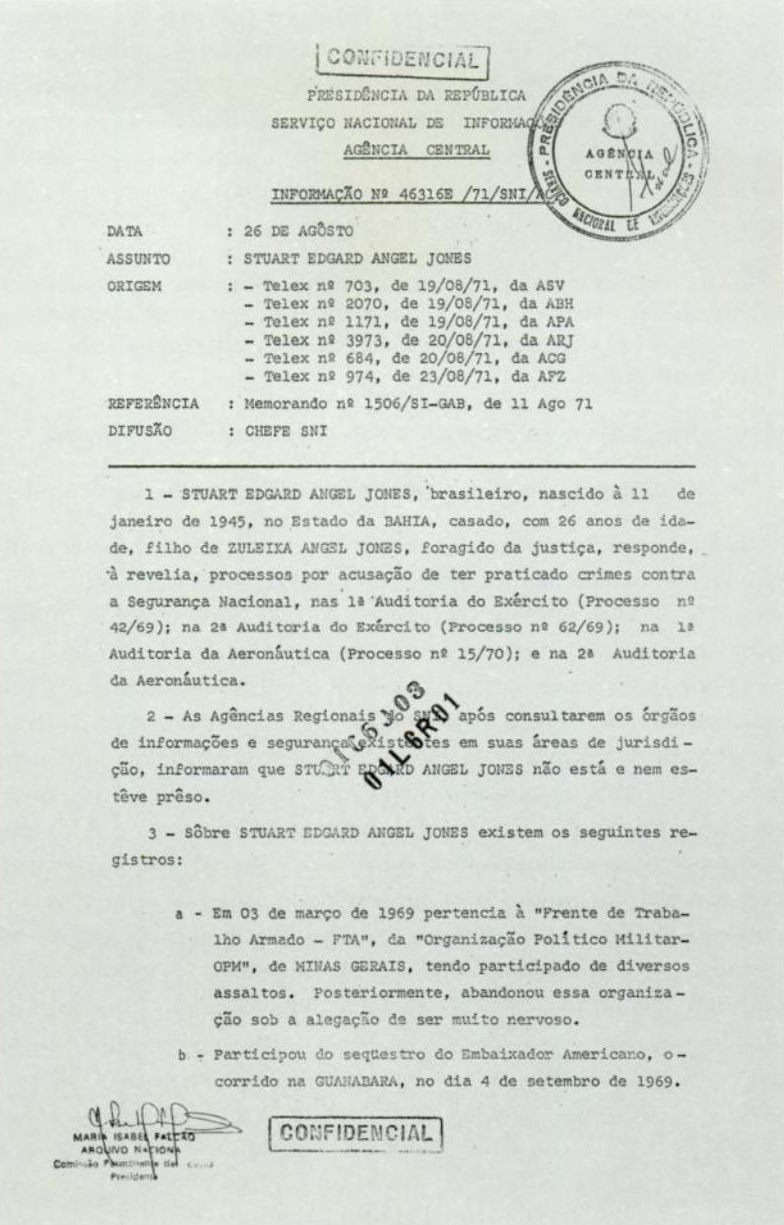
Documento do SNI sobre Stuart, 1971

A versão mais conhecida e difundida de sua tortura e morte foi dada pelo ex-guerrilheiro Alex Polari, também preso no local, que assistiu da janela de sua cela às torturas feitas contra Stuart. Ele foi amarrado a um carro e arrastado por todo o pátio do quartel. Em alguns momentos entre os risos, as perguntas e as chacotas feitas pelos militares, ele era obrigado a colocar a boca no escapamento do veículo aspirando todos os gases tóxicos por ele emitido. Polari ainda conta na carta remetida a Zuzu Angel que lhe foi entregue no Dia das Mães, na qual a notificava sobre o paradeiro de seu filho, que após ser desamarrado o militante foi deixado abandonado no chão, com o corpo já bastante esfolado onde seguiu clamando por água noite adentro. De posse dela, a estilista denunciou o assassinato de Stuart — que tinha cidadania brasileira e americana — ao senador Ted Kennedy, que levou o caso ao Congresso dos Estados Unidos.
O livro Desaparecidos Políticos, de Reinaldo Cabral e Ronaldo Lapa, aponta duas versões para o desaparecimento do corpo do guerrilheiro: "A primeira é de que teria sido transportado por um helicóptero da Marinha para uma área militar localizada na Restinga de Marambaia, na Barra de Guaratiba, próximo à (então) zona rural do Rio, e jogado em alto-mar pelo mesmo helicóptero. Mas, de acordo com outras informações, o corpo de Stuart teria sido enterrado como indigente, com o nome trocado, num cemitério de um subúrbio carioca, provavelmente Inhaúma." Os responsáveis, segundo eles, "os brigadeiros Burnier e Carlos Afonso Dellamora, o primeiro, chefe da Zona Aérea e, o segundo, comandante do CISA; o tenente-coronel Abílio Alcântara, o tenente-coronel Muniz, o capitão Lúcio Barroso e o major Pena — todos do mesmo organismo; o capitão Alfredo Poeck — do CENIMAR; Mário Borges e Jair Gonçalves da Mota — agentes do DOPS".
Em 2013, um novo nome foi descoberto, juntando-se aos demais citados após o cruzamento de dados com depoimentos de sobreviventes: o do sargento Abílio Correa de Souza, codinome "Pascoal", verdadeira identidade do suboficial da Aeronáutica na época apenas identificado como suboficial "Abílio Alcântara", um militar treinado em inteligência de combate e contraespionagem na Escola das Américas, no Forte Gulick, no Panamá. Abílio seria o principal torturador de Stuart e último a vê-lo ainda vivo em sua cela.
Stuart, segundo depoimentos de testemunhas, foi o único preso morto pela Aeronáutica naquela ocasião, entre vários outros guerrilheiros aprisionados. Sua morte veio a causar a transferência de todos os presos das celas do CISA para outros lugares. No fim daquele ano, toda a cúpula da Aeronáutica foi substituída, devido às pressões causadas pela incessante procura e denúncias do desaparecimento de Stuart por sua mãe, Zuzu Angel, usando a imprensa no Brasil e no exterior.
Consta sua absolvição pelo Tribunal de Aeronáutica, ratificada em 1973 pela Suprema Corte Militar, da acusação de contravenção ao Ato de Segurança Nacional.

### Desaparecido
Pelos anos seguintes, a mãe de Stuart, Zuzu, peregrinou pelo poder militar tentando conseguir explicações e informações sobre o corpo do filho, oficialmente dado como desaparecido. Sua campanha chegou ao mundo da moda, na qual tinha destaque, com desfiles de coleções feitas com roupas estampadas com manchas vermelhas, pássaros engaiolados e motivos bélicos. O anjo, ferido e amordaçado em suas estampas, tornou-se também o símbolo do filho. Zuzu chegou a realizar em Nova York um desfile-protesto, no consulado do Brasil na cidade.
Usando de sua relativa notoriedade internacional, ela envolveu celebridades de Hollywood que eram suas clientes, como Joan Crawford, Liza Minnelli e Kim Novak, em sua causa, e durante a visita de Henry Kissinger, então secretário de estado norte-americano, ao Brasil, chegou a furar a segurança para entregar-lhe um dossiê com os fatos sobre a morte do filho, também portador da cidadania americana.
Zuzu morreu em 1976, num suspeito acidente de automóvel no bairro de São Conrado, Rio de Janeiro, sem jamais conseguir descobrir o paradeiro do corpo de Stuart Angel. Em 1998, a Comissão Especial dos Desaparecidos Políticos julgou o caso sob número de processo 237/96 e reconheceu a ditadura militar como responsável pela morte da estilista.
Em 2013, documentos inéditos foram descobertos nos arquivos do extinto Serviço Nacional de Informações (SNI) disponíveis no Arquivo Nacional, onde consta o informe n.º 1008, de 14 de setembro de 1971. O documento, de 167 páginas e classificado como confidencial, demonstra que a morte de Stuart foi bastante documentada pelas agências de repressão política, existindo sobre o título "Stuart Angel Jones — Falecido". Outro documento, "Informação nº. 4.057", descoberto nos arquivos do SNI de São Paulo, listam seu nome ao lado de outros 89 guerrilheiros mortos no período, com a data de 16 de setembro de 1971, dois dias depois de seu desaparecimento.

## Cinema e literatura
Em 2006, a vida de Stuart e de sua mãe foram levadas ao cinema, com o filme Zuzu Angel, dirigido por Sérgio Rezende, com Daniel de Oliveira e Patrícia Pillar no papel do militante-guerrilheiro e da estilista.[carece de fontes?]
O escritor José Louzeiro escreveu o romance Em carne viva, com personagens e situações que lembram o drama da morte de Stuart Angel.

## Homenagens
- Em 2010, Stuart foi homenageado pelo Clube de Regatas do Flamengo com a inauguração de um memorial, na Sede náutica do Flamengo, que pertence ao complexo esportivo da sede social do clube, na Gávea.[5]

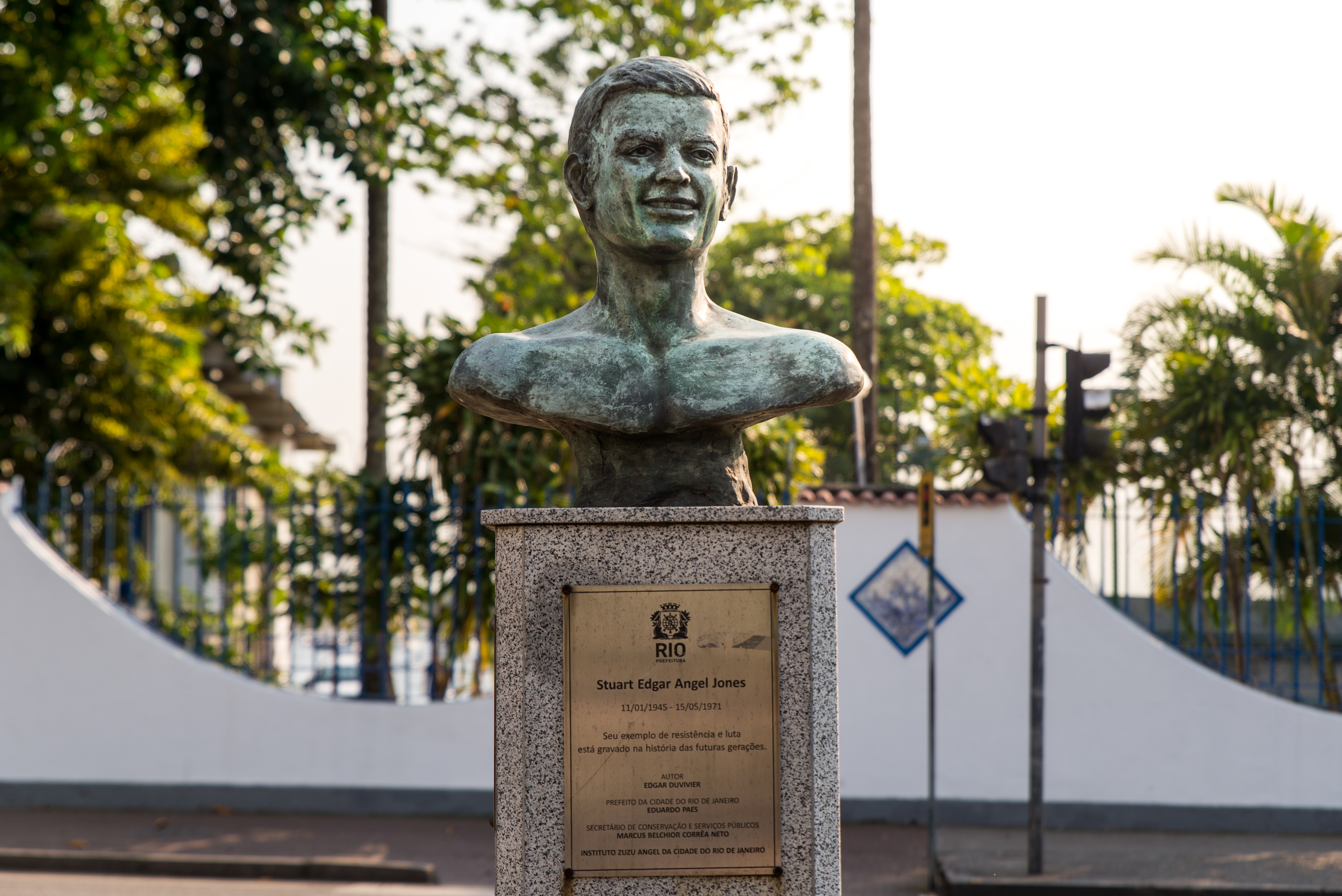
Escultura de Stuart Angel na Urca

- No dia 28 de agosto de 2015, inaugurou-se o busto de Stuart Angel em frente ao câmpus da Universidade Federal do Rio de Janeiro, no bairro carioca da Urca, onde Stuart cursou Economia e iniciou sua militância política. A obra, produzida pelo músico e artista plástico Edgar Duvivier, mostra um Stuart Angel sorridente, transmitindo serenidade e otimismo. A inauguração foi presenciada pela irmã do guerrilheiro, Hildegard Angel, além de amigos da família e colegas da adolescência.[18][19]

| “ | O Stuart não chegou a concluir a graduação em economia, pois foi impedido pelos militares, que comandavam a instituição na época. O fato dele estar virado para o campus da universidade, com um semblante sorridente, dá a impressão de que ele tinha esperanças de poder voltar para concluir o curso. | ” |
|   | — Hildegard Angel. |   |

A estátua situa-se no encontro da Avenida Pasteur com a avenida Venceslau Brás. Ali também há uma ciclovia com o nome do atleta. A ação foi promovida pelo Instituto Zuzu Angel.

## Conquistas
- Bicampeão carioca de remo pelo Flamengo - 1964, 1965.[5]